# Книга Великому кресленню
Кни́га Вели́кому кре́сленню (рос. Книга Большому чертежу) — перший географічний і частково етнографічний опис всієї Московської держави та ряду сусідніх країн. Зберіглась у декількох списках. Визначна пам'ятка ранньомодерної історико-географічної думки, є одним із перших, з відомих на сьогодні, географічних описів України та цінним джерелом інформації з історичної географії та картографії. «Книга Великому кресленню» складена 1627 як пояснення до «Старого креслення» — першої карти Московії (XVI століття) і «Нового креслення» — карти її південної частини («Поле») 1627 року (обидві не збереглися). У 1920-х роках була віднайдена карта «Чертеж украинским и черкесским городам от Москвы до Крыма», яка є, мабуть, копією кресленика шляхів від Москви до Перекопа, складеного 1627 року як додаток до «Книги Великому кресленню».
У «Книзі Великому кресленню» є цінні відомості про шляхи, ріки, ліси і населені пункти України. «Книга Великому кресленню» широко використовувалась у XVII-XVIII століттях в практичних і наукових цілях. 
Збережені списки «Книги Великому кресленню» кілька разів були видані. Найбільш авторитетним науковим виданням є її остання публікація 1950 року, виконана під редакцією Ксенії Сербіної і враховує всі збережені на той момент відомі списки пам'ятки.

## Автор
Завдяки двом чолобитним про видачу платні, поданим восени 1627 року на ім'я царя Михайла Федоровича, стало відомо ім'я автора Книги — ним виявився піддячий розрядного приказу Афанасій Мезенцов.

## Реконструкція
Через те, що мапа, для якої була складена ця книга, не збереглася, дослідники М. Ломако та З. Мартакова створили дві мапи-реконструкції.